# Venancio Coñoepán
Venancio Coñuepán o Koñwepang (también Coihuepán, Coyhuepán y Benancio) (1770 o 1780, Araucanía-1836, Argentina), era hijo de Lemunahuel, un lonko de las montañas de la actual Nueva Imperial. Fue un cacique (lonco) mapuche abajino (nagche) que participó en la Guerra de independencia de Chile. La Junta de Gobierno de 1823 integrada por Agustin Eyzaguirre, José Miguel Infante y Fernando Errazuriz, le confirió el grado de sargento mayor atendiendo a sus méritos y servicios.
Sus hijos Mariano y Ramón Cayupan estudiaron en Concepción y Santiago. Mallorca era capitán y otro se llamaba Huanaco y otro Millapang. Además, de Venancio Coñuepan II. Un nieto fue el Lonko Dios Quidel Coñuepán, que falleció el 29 de marzo de 1945 en Temuco a la edad de 112 años.
Vicuña Mackenna enumera también a los hermanos de este primer Venancio Coñuepan: Cayupan, Kalfupang, Huenchenahuel, Nahuelan, Pencon, Hilcan, Millapan, Cayupan Huircañ, a los que se agregan sus primos Collinao y Melinao. Además, de su gran parentela, tenía amistad con los lonko Painemal (y sus hijos Melillan, Painemal y Bulnes Painemal), Paillal, Nahuelhual y Colipi.
Su accionar debe ser comprendido entre las divisiones tradicionales que los mapuches mantenían y que se agravaron con la guerra de independencia. Los realistas Pincheira incursionaron en la Pampa aliados con los boroanos y pehuenches, posteriormente Juan Manuel de Rosas realizó una alianza con Coñuepán y  luego con Calfucurá para derrotar a los indígenas que él consideraba enemigos.  
Se prepara un documental con la biografía de Venancio Coñuepán "El cacique patriota".

## En la Araucanía
Coñuepán fue un líder mapuche de la zona de Lumaco y Chol Chol, quien hablaba español y colaboró con el ejército patriota durante la guerra de Independencia. Se le estimaba amigo personal de Bernardo O'Higgins desde los tiempos en que éste administraba su hacienda de Las Canteras. Llegó a tener el grado de sargento mayor del Ejército Chileno. En 1813 participó en el sitio de Chillán a las órdenes de O'Higgins en la División del Sur. 
Dos de sus hijos, Mariano y Ramón, estudiaron en escuelas de Concepción. Otros dos hijos conocidos se llamaban Mallorca y Huañaco. Fue secundado por varios de sus hermanos: Cayupán, Nahuelán Pencón y Huilcán.
Llegó a dominar la región entre los ríos Biobío y Toltén.

## En las Pampas
Por invitación de Rosas, en 1827 cruzó la cordillera de los Andes hacia las Pampas⁹, con 900 indígenas y 100 soldados chilenos al mando de Juan de Dios Montero (quien fue fusilado el 5 de febrero de 1830 por orden de Rosas), en donde luchó contra la banda de los Pincheira y colaboró en la fundación de la Fortaleza Protectora Argentina (actual Bahía Blanca) el 11 de abril de 1828, obteniendo el grado de teniente coronel del Ejército Argentino, nombrado por el gobernador de la Provincia de Buenos Aires, Manuel Dorrego:

Por cuanto atendiendo a los méritos, servicios, valor conocido, buena conducta y amistad acreditada a la Patria por el Sargento Mayor don Venancio Coihuepán, he tenido a bien nombrarlo como le nombro Teniente Coronel en Guerra al servicio de la Patria.

Luego de combatir en la zona del Colorado, quedó aislado de Chile y el 8 de agosto de 1828 el comandante del Fuerte Independencia (actual Tandil), coronel Ramón Estomba, informó al Gobierno de Buenos Aires sobre la llegada de Coñoepán a la zona:

(...) el cacique Melipán con un sargento de la República de Chile, llamado Venancio y un teniente Juan de Dios Montero con 1.000 indios y más de 30 soldados se hallan a cien leguas de la Sierra de la Ventana. El gobierno chileno los ah enviado a perseguir a los que desbaratan la provincia de Concepción, Han venido con otros caciques... pero no creyéndose suficientes, piden auxilio lo que forma el objeto de su misión.

Coñoepán y sus seguidores aceptaron la invitación de establecerse en la zona de la Fortaleza Protectora Argentina y los soldados chilenos se incorporaron al ejército de Buenos Aires, quedando Montero en la fortaleza. Luego apoyó la Campaña de Rosas al Desierto en 1833.
Luego de la masacre de boroanos perpetrada por Calfucurá en Masallé el 9 de septiembre de 1834, Coñoepán participó con los boroanos sobrevivientes y por tropas de la Fortaleza Protectora Argentina en la persecución de Calfucurá, obligado a huir por el camino de Chalileo.
Cuando el boroga Cañiuquir proyectó una invasión y una partida de soldados fue atacada, el coronel Francisco Sosa dirigió contra ellos dos avances de la guarnición de blandengues de la Fortaleza Protectora Argentina (22 de marzo y 26 de abril de 1836). Coñoepán participó en los ataques con sus auxiliares indígenas (200 hombres) y lo 270 hombres del cacique Meligur, derrotándolos en las tolderías de Cañuiquir en el arroyo del Pescado y en Lanquillú o Longague (próxima a la actual ciudad de 9 de julio), matando a 650 borogas (entre ellos a Cañiuquir), tomando 900 prisioneros, rescatando el ganado y a los cautivos. Al regresar a la fortaleza unos 800 auxiliares aliados se sublevaron, mataron a cuantos cristianos encontraron, entre ellos dos oficiales y 70 soldados, y apresaron a Venancio Coñoepán, quien luego murió ese mismo año.

## Homónimos
El nombre Venancio Coñoepán (o Coñuepán) corresponde a varios loncos o jefes mapuches que vivieron en el territorio de la Araucanía. El segundo Venancio Coñoepán era hijo de Callfupán, el hermano del primer Venancio. Fue un lonco que mantuvo su alianza con el gobierno de Chile y figuró durante la fundación de Temuco (24 de febrero de 1881) en el tratado de paz definitivo. Otro Coñuepán fue un diputado y ministro del siglo XX, conocido como Venancio Coñuepán Huenchual.
El cuarto Venancio Coñuepán es hijo de Antonio Coñuepán, hijo de Arturo Coñuepán Huenchual Hermano del tercero, el cuarto fue elegido concejal por la comuna de Nueva Imperial periodo 2000-2004.